# Kreuzberg (Hellenthal)
Kreuzberg ist ein Ortsteil der Gemeinde Hellenthal im Kreis Euskirchen, Nordrhein-Westfalen.
Der Ortsteil liegt südöstlich von Hellenthal im Dreieck zwischen Hecken, Oberschömbach und Heiden. Durch den Ort führt die Kreisstraße 62.
Im Ort stehen die Pfarrkirche St. Antonius und ein Pfarrhaus. Gemeinsam mit Hecken bildet Kreuzberg eine Löschgruppe der Freiwilligen Feuerwehr Hellenthal. 1996 wurde ein gemeindlicher Kindergarten eröffnet.
Kreuzberg gehörte ursprünglich zur Gemeinde Wahlen. Am 1. Juli 1969 wurde Wahlen nach Kall eingemeindet. Am 1. Januar 1972 wurde Kreuzberg mit weiteren Ortschaften, die früher der Gemeinde Wahlen angehört haben, nach Hellenthal umgegliedert.
Die VRS-Buslinie 837 der RVK verbindet den Ort, überwiegend als TaxiBusPlus nach Bedarf, mit seinen Nachbarorten und mit Hellenthal.
| Linie | Verlauf |
| ----- | --- |
| 837   | MiKE (außer im Schülerverkehr): Hellenthal Busbf – Blumenthal – Dommersbach – Kammerwald – Reifferscheid – (Zingscheid –) Wiesen – Manscheid – (Bungenberg –) Winten – (Heiden –) Unterschömbach – Oberschömbach – Kreuzberg – Hecken (– Paulushof) |